# 城守前堂

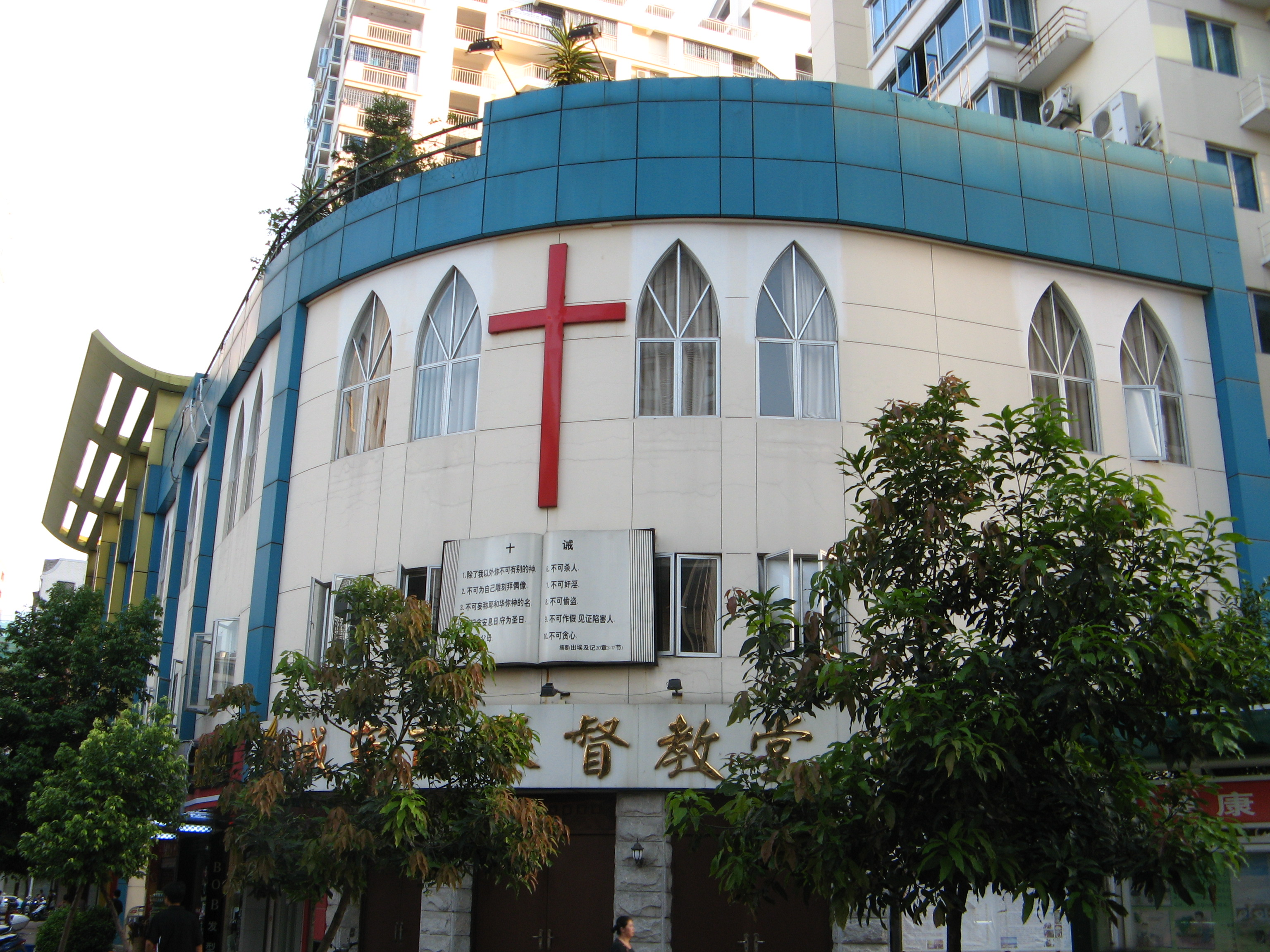
城守前堂

城守前堂原名大根堂（与真耶稣教会的一个教堂同名），是基督复临安息日会在福建最大的一个教堂。
基督复临安息日会于1911年从厦门传入福州，1914年租南营一处房屋作会堂，不久就不敷使用，于1915年购买城内大墙根2号、青都观1号开设福音堂。1920年成立闽北区会，此后到1941年太平洋战争爆发，先后由美国人摩尔士、马良理和戴天德担任会长。1941年以后，由中国人金素坦、谢春恩、林伯和接任会长。闽北区会又下辖福州、长乐等14个堂会。其中福州有4个堂会：大根路、南公园、西园、洪山桥。南公园堂在南公园敦仁里5号，1922年开设。洪山桥堂于1925年成立。
　　
1979年福州安息日会恢复活动，在花巷堂恢复聚会，由林伯和长老负责。1994年有信徒1400人。现已改名城守前堂重新开放。暂时借用五金大楼聚会。